# Гамзе Булут
Газме Булут (тур. Gamze Bulut; Ескишехир, 3. август 1992) је турска атлетска репрезентативка у трчању на средње стазе. Чланица је АК Фенербахче из Истанбула. 

## Спортска биографија
Прву медаљу на међународним такмичењима освојила победом у дисциплини 3.000 метара са препрекама на Балканском првенству за јуниоре 2009. одржаном у Грчкој. 
На Европском првентву у атлетици на отвореном 2012. у Хелсинкију Гамзе Булут освојила је сребрну медаљу на 1.500 метара, завршивши као друга из своје земљакиње Асли Чакир Алптекин.
Исте године на Олимпијским играма у Лондону поново је сребрна на 1.500 м, опет иза земљакиње Алпеткин. У полуфиналној трци поставила је лични рекорд у времену 4:01,18 .

## Значајнији резултати
| Година | Такмичење                  | Град       | Пласман | Дисциплина | Резултат |
| ------ | -------------------------- | ---------- | ------- | ---------- | -------- |
| 2012   | Европско првенство         | Хелсинки   |         | 1.500 м    | 4:06,04  |
| 2012   | Олимпијске игре            | Лондон     |         | 1.500 м    | 4:10,43  |
| 2013   | Европско првенство за У-23 | Тампере    |         | 5.000 м    | 15:45,03 |
| 2014   | Европско екипно првенство  | Брауншвајг |         | 5.000 м    | 15:37,70 |

## Лични рекорди
| Дисциплина       | Резултат | Место      | Датум             |
| на отвореном     |          |            |                   |
| ---------------- | -------- | ---------- | ----------------- |
| 1.500 м          | 4:01,18  | Лондон     | 8. август 2012.   |
| 3.000 м препреке | 9:34,88  | Измир      | 19. мај 2012.     |
| 5.000 м          | 15:37,70 | Брауншвајг | 22. јун 2014.     |
| у дворани        |          |            |                   |
| 800 м            | 2:04,26  | Истанбул   | 22. фебруар 2014. |
| 1.500 м          | 4:07,94  | Истанбул   | 15. фебруар 2014. |